# Coomassie-briljantblauw
Coomassie-briljantblauw (Engels: Coomassie brilliant blue), vaak afgekort tot Coomassie, is een kleurstof die in de biochemie gebruikt wordt om eiwitten aan te kleuren. Het behoort tot de triarylmethaankleurstoffen.

## Oorsprong
Oorspronkelijk werd Coomassie-briljantblauw in de textielindustrie aangewend om wol blauw te verven. Deze kleurstof heeft deze naam gekregen ter herdenking van de Britse bezetting van Coomassie in 1898, de hoofdstad van het Ashantirijk (thans Kumasi, Ghana).

## Vormen en toepassingen
Coomassie-briljantblauw bestaat in twee vormen: R-250 en G-250. R-250 is blauw met een rode tint, en G-250 is blauw met een groene tint. Dit verschil in kleur komt doordat G-250 twee methylgroepen meer heeft; hierdoor hebben beide vormen ook andere toepassingen. Het getal 250 in de naam verwijst naar de kleursterkte.
Coomassie-briljantblauw R-250 wordt voornamelijk gebruikt bij SDS-PAGE, om de gescheiden eiwitten in het gel aan te kleuren. Coomassie-gekleurde gels geven een globaal beeld van alle (abundante) eiwitten in een eiwitmonster, bijvoorbeeld een cellysaat. Eiwitten die hoog tot expressie komen in bepaalde cellen, zijn op deze manier relatief makkelijk zichtbaar te maken met behulp van Coomassiekleuring. De kleurstof heeft een detectiebereik van ongeveer 0,1–0,5 μg eiwit, en is daarmee gevoelig genoeg voor de meeste algemene eiwitkarakterisaties.
Coomassie-briljantblauw G-250 wordt ook gebruikt bij de Bradford-methode om het eiwitgehalte te kwantificeren, door de kleurstof te laten binden met de basische zijketens van de aminozuren. In deze assay wordt een onbekend eiwitsample toegevoegd aan Coomassie, opgelost in fosforzuur en ethanol. Onder deze zure omstandigheden is de kleurstof gewoonlijk bruinachtig van kleur, maar bij binding aan aminozuren ontstaat de blauwe vorm van de kleurstof.

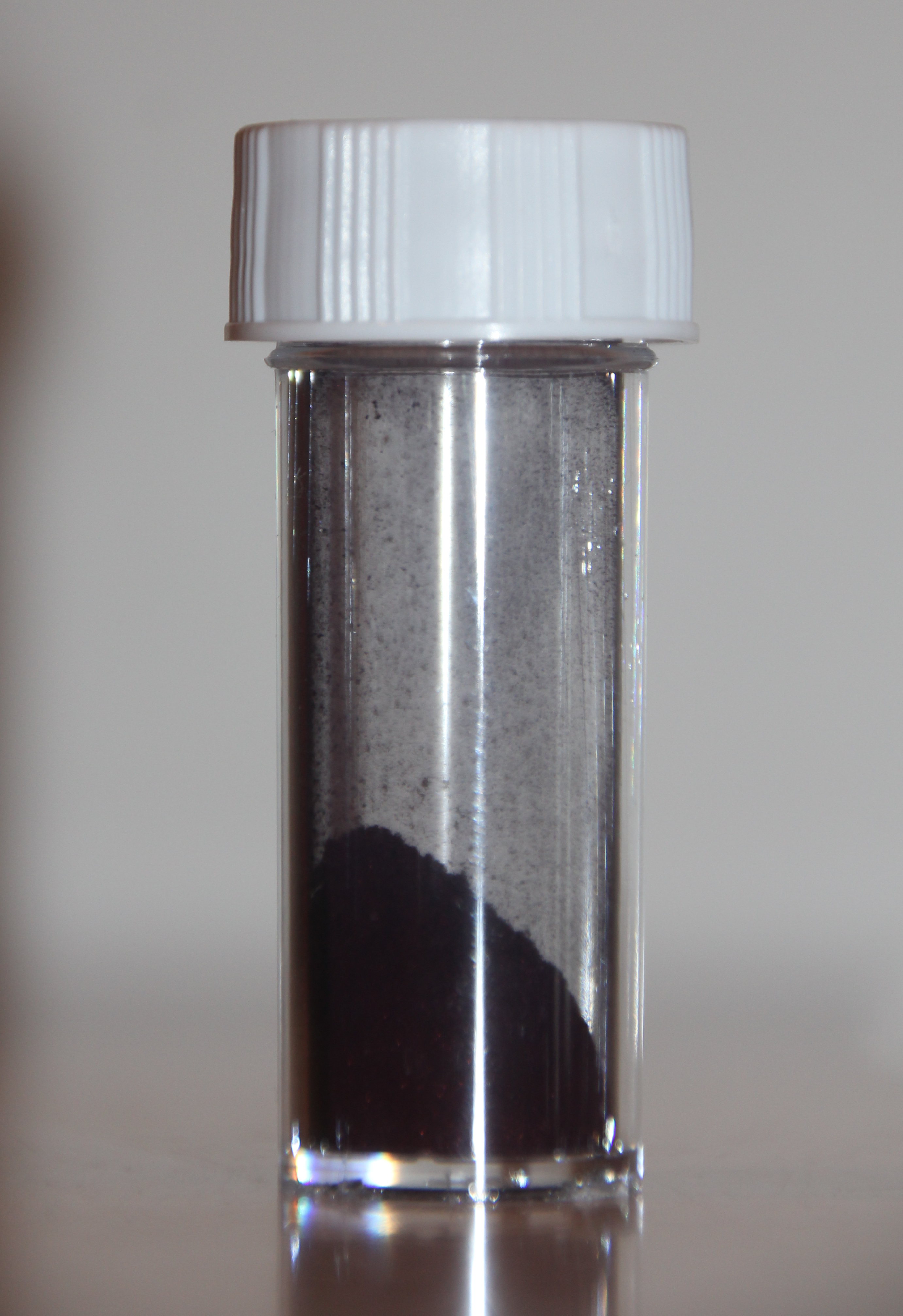
Vast Coomassie komt voor als een donkergekleurd poeder
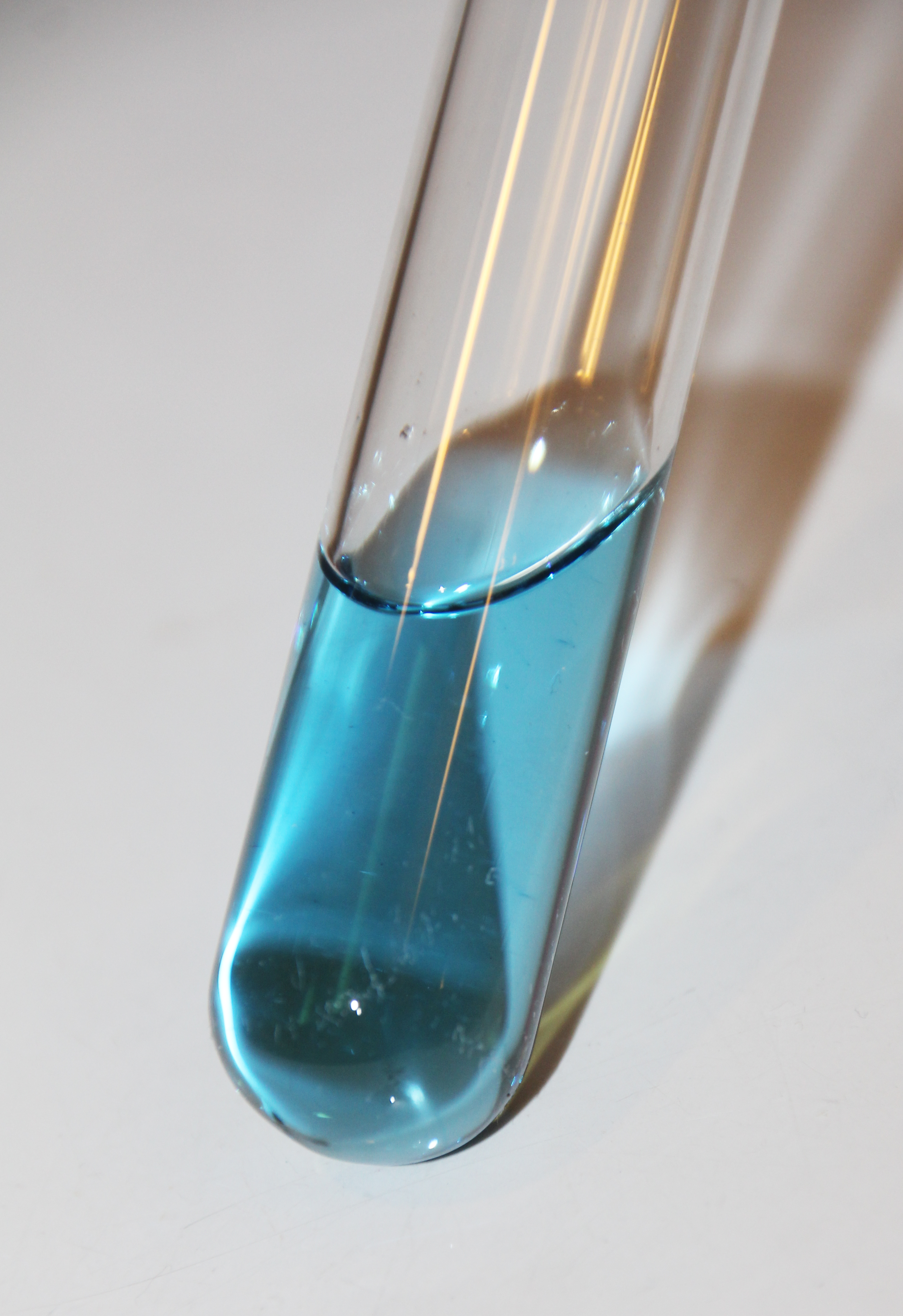
Coomassie opgelost in isopropanol is helderblauw gekleurd